# Melanoselinum seguieri
Melanoselinum seguieri är en flockblommig växtart som beskrevs av Robert Sweet. Melanoselinum seguieri ingår i släktet Melanoselinum och familjen flockblommiga växter. Inga underarter finns listade i Catalogue of Life.